# Michael Palin
Michael Edward Palin, CBE, FRGS, angleški komik, igralec, pisec in televizijski voditelj, * 5. maj 1943, Sheffield, Anglija, Združeno kraljestvo.
Najbolj je znan kot član skupine Monty Python. Večino snovi je spisal skupaj s Terryjem Jonesom. Pred Monty Pythonom sta sodelovala v več televizijskih šovih, npr. šovu Kena Dodda, Frostovem poročilu … Pojavil se je v vseh najbolj znanih in priljubljenih skečih Monty Pythona, med njimi »Skeč z mrtvo papigo«, skeč »Španska inkvizicija«, »Gozdarska pesem«, »Ples klofutajočih rib« …
Z Jonesom je sodeloval tudi po razpadu serije, pomagal mu je spisati tudi serijo Ripping Yarns. Igral je tudi v več filmih bivšega sočlana Terryja Gilliama in si za vlogo jecljajočega Kena v filmu Riba po imenu Vanda priigral nagrado Bafte. Leta 2005 so ga v anketi o najboljših komikih uvrstili na 30. mesto.
Po koncu skupine Monty Python se je uveljavil kot voditelj dokumentarnih in popotniških oddaj. Obiskal je Himalajo, Severno Korejo, Saharo in oba pola. Leta 2000 je bil za svoje zasluge televiziji proglašen za poveljnika reda britanskega imperija.